# Tyldesley
Tyldesley – miasto w Anglii, w hrabstwie ceremonialnym Wielki Manchester, w dystrykcie metropolitalnym Wigan. Leży 17 km na zachód od centrum miasta Manchester. W 2001 miasto liczyło 34 022 mieszkańców.